# Nicolas Sarkozy
Nicolas Sarkozy (výslovnost  [nikɔla saʁkɔzi]IPA, plným jménem Nicolas Paul Stéphane Sarközy de Nagy-Bocsa) (* 28. ledna 1955, Paříž) je francouzský politik, bývalý prezident Francouzské republiky v letech 2007–2012, předseda bývalé strany Union pour un mouvement populaire (UMP) a zakladatel strany Les Républicains (LR).

## Osobní život
Jeho původ je smíšený. Otec Pál Sarkozy (* 1928 v Budapešti, † 2023)   pocházel z maďarského šlechtického rodu. Matka Andrée roz. Mallah (* 1925 v Paříži, † 2017) byla francouzsko-řecko-židovského původu. Rodina jeho otce odešla z Maďarska z obavy před Rudou armádou v roce 1944. Otec Pál Sarkozy na krátkou dobu vstoupil do Cizinecké legie, avšak demobilizoval v Marseille v roce 1948. O rok později se seznámil s právničkou Andrée Mallah, která byla o tři roky starší než on. V roce 1959 se rozvedli. Jejich syn Nicolas byl vychován v katolické víře. O jeho přistěhovaleckém původu i o jeho postoji ke zpřísnění imigračních zákonů diskutují jak příznivci, tak odpůrci.
Postupně vstoupil do tří manželských svazků a stal se otcem tří synů a jedné dcery. Jeho první manželkou byla od roku 1982 Marie-Dominique Culioli, z tohoto svazku se narodili synové Pierre (* 1985) a Jean (* 1986). V roce 1996 se oženil s Cécilií Ciganer-Albéniz, s níž má syna Louise (* 1997). Manželé se rozvedli krátce po Sarkozyho převzetí úřadu francouzského prezidenta. Dne 2. února 2008 uzavřel svůj třetí sňatek. Jeho manželkou se stala italsko-francouzská bývalá zpěvačka šansonů a modelka Carla Bruni-Tedeschi, nyní Carla Bruni-Sarkozy. Z tohoto manželství se narodila v roce 2011 dcera Giulia.

## Politická kariéra

### Vzestup v politice
- 1983 – stal se starostou města Neuilly-sur-Seine jako jeden z nejmladší starostů (28 let) v historii Francie pro města nad 50 tisíc obyvatel.
- 1988 – získal poslanecký mandát.
- 1993–1995 – ministr financí (rozpočtu) a vládní mluvčí ve vládě Edouarda Balladura.
- 2002–2004 – ministr vnitra ve vládě Jean-Pierra Raffarina.
- 2004 – ministr hospodářství ve vládě Jean-Pierra Raffarina.
- 2005–2007 (26. března) – ministr vnitra ve vládě Dominiqua de Villepin – demise z důvodu nadcházející prezidentské kampaně.
- 2007 (6. května) – ve druhém kole prezidentských voleb porazil kandidátku francouzské Socialistické strany Ségolène Royalovou – obdržel 53,06 % hlasů.
- 2012 (6. května) – ve druhém kole prezidentských voleb podlehl kandidátovi francouzské Socialistické strany Françoisi Hollandovi – obdržel 48,3 % hlasů a oznámil svůj odchod z politiky.[3]

### Prezident Francouzské republiky
- Dne 18. května 2007 jmenoval vládu pod vedením premiéra Françoise Fillona.

Francouzská vláda byla v průběhu Sarkozyho prezidentství několikrát obměněna. François Fillon však zůstal premiérem po celou dobu, tedy až do porážky Sarkozyho ve druhém kole prezidentských voleb 6. května 2012 a poté do nastoupení nové vlády, kterou jmenoval Sarkozyho nástupce v prezidentském úřadě François Hollande. Nicolas Sarkozy narazil při svém působení jako francouzský prezident na řadu vnitropolitických a také zahraničně-politických problémů, které se mu nepodařilo zcela úspěšně vyřešit. Velké potíže mu způsobila evropská měnová a hospodářská krize, kterou se snažil zvládnout společně s kancléřkou Spolkové republiky Německo Angelou Merkelovou.

### Podezření z korupce
Dne 19. března 2018 byl Sarkozy vzat do policejní vazby a byl v Nanterre blízko Paříže na základě procedury zvané mise en examen vyslýchán kvůli podezření z přijetí ilegálních peněžních darů z Libye na volební účely v letech 2006–2007. Sarkozy byl tehdy francouzským ministrem vnitra a kandidoval v prezidentských volbách 2007. Po 48 hodinách byl z vazby propuštěn, zůstal však pod policejním dohledem.
Sarkozy se v policejní vazbě nacházel již podruhé. První výslech byl svého času v záležitosti peněžních darů od mezitím zemřelé majitelky kosmetické firmy L’Oréal, miliardářky Liliane Bettencourt. Aféra v roce 2018 se týkala podezření, že Sarkozy financoval svůj volební boj v letech 2006/2007 zčásti pomocí peněz obdržených tajnými cestami od libyjského diktátora Muammara Kaddáfího, a to ve výši až 50 milionů eur. Pokud se by se tehdy podezření prokázalo, mohlo být podle německého listu Frankfurter Allgemeine Zeitung (FAZ) vrženo zcela jiné světlo na francouzsko-britskou vojenskou operaci proti Libyi v roce 2011, která de facto rozhodla tamější občanskou válku ve prospěch povstalců. Podle deníku FAZ totiž vznikla otázka, zda Sarkozy nepostupoval proti Kaddáfímu proto tak rozhodně, aby se zbavil nepohodlného svědka. V kruzích NATO panoval tehdy velký údiv, že účelem prováděných leteckých náletů nebyla pouze „ochrana civilního obyvatelstva“, ale rovnou změna režimu. Rusko, které v Radě bezpečnosti OSN tuto vojenskou operaci nezablokovalo svým vetem, se cítilo francouzsko-britským postupem podvedeno.
Dne 21. března 2018 bylo proti Sarkozymu v této kauze vzneseno formální obvinění před vyšetřujícím soudcem (tzv. mise en examen). Jak napsaly švýcarské noviny Neue Zürcher Zeitung, Sarkozymu se během výslechu nepodařilo vyšetřovací orgány přesvědčit o své nevině ve třech jemu k tíži kladeným případům korupčního jednání. Podle francouzského trestního práva není mise en examen ještě soudní obžalobou, ale zahájení tohoto formálního vyšetřování je možné jen tehdy, když existují velmi vážné a vzájemně souhlasící informace, že obviněný mohl tento čin nebo tyto činy pravděpodobně spáchat.
Podle zprávy francouzského liberálního listu Le Monde ze dne 29. března 2018, citované např. na internetové stránce deníku Frankfurter Allgemeine Zeitung, se Sarkozy podle rozhodnutí vyšetřujících soudců pravděpodobně musel zodpovídat před soudem v doposud nedořešeném případě, který souvisí s onou „libyjskou aférou“. Jedná se o podezření, že se pokoušel podplatit vysoce postaveného státního zástupce, aby mu v této záležitosti poskytl informace. Zatěžovaly jej záznamy odposlechů, kterými policie sledovala telefonáty mezi ním a jeho advokátem. Proti rozhodnutí vyšetřujících soudců zavést soudní řízení s ním mohl Sarkozy podat dovolání.

#### Odsouzení
Dne 1. března 2021 byl Sarkozy odsouzen k trestu odnětí svobody v délce 3 let, proti kterému podal odvolání, takže právní moc rozsudku byla odložena. Dne 30. září 2021 byl odsouzen v odlišné kauze, týkající se porušení předpisů o financování kampaně během prezidentských voleb v roce 2012, k jednomu roku domácího vězení. Také proti tomuto rozsudku se odvolal. V únoru 2024 jeho vinu v této kauze nicméně potvrdil i odvolací soud.
V reakci na odsouzení mu byl odebrán Řád čestné legie.